# Irish Open 1998
Die Irish Open 1998 im Badminton fanden vom 10. bis zum 13. Dezember 1998 in Dublin statt.

## Medaillengewinner
| Disziplin    | Gold                            | Silber                       | Bronze                          |
| ------------ | ------------------------------- | ---------------------------- | ------------------------------- |
| Herreneinzel | Darren Hall                     | Mark Constable               | Ruud Kuijten                    |
| Herreneinzel | Darren Hall                     | Mark Constable               | Sveinn Sölvason                 |
| Dameneinzel  | Justine Willmott                | Sonya McGinn                 | Tracy Dineen                    |
| Dameneinzel  | Justine Willmott                | Sonya McGinn                 | Victoria Hristova               |
| Herrendoppel | Mihail Popov Svetoslav Stoyanov | Graham Hurrell Peter Jeffrey | Manuel Dubrulle Vincent Laigle  |
| Herrendoppel | Mihail Popov Svetoslav Stoyanov | Graham Hurrell Peter Jeffrey | Russell Hogg Kenny Middlemiss   |
| Damendoppel  | Gail Emms Joanne Wright         | Keelin Fox Sonya McGinn      | Claire Henderson Jayne Plunkett |
| Damendoppel  | Gail Emms Joanne Wright         | Keelin Fox Sonya McGinn      | Lorraine Cole Tracy Dineen      |
| Mixed        | Ruud Kuijten Manon Albinus      | Russell Hogg Alexis Barlow   | Anthony Clark Lorraine Cole     |
| Mixed        | Ruud Kuijten Manon Albinus      | Russell Hogg Alexis Barlow   | Ian Sullivan Gail Emms          |